# フレッシュ・ゴードン2
『フレッシュ・ゴードン 2』（Flesh Gordon Meets the Cosmic Cheerleaders （別名Flesh Gordon 2：Flesh Gordon Meets the Cosmic Cheerleaders ）は、1990年に製作されたアメリカ合衆国の映画。『フラッシュ・ゴードン』のポルノ・パロディ映画「フレッシュ・ゴードン Space Wars」（1974年製作）の続編。東京国際ファンタスティック映画祭正式出展作品。 
この映画はそのスカトロ的なユーモアのため米国では MPAAによりNC-17に。 これは史上最悪の映画の1つであるとよく言われている。  